# Каппадокія

Каппадокія в складі Римської імперії

38°40′14″ пн. ш. 34°50′21″ сх. д. / 38.670556° пн. ш. 34.839167° сх. д.
Каппадокія — історико-географічний регіон і колишня стародавня держава на північному сході Малої Азії.

## Назви різними мовами
- перс. کاپادوکیه — Катпатука, «країна чудових коней»
- дав.-гр. Καππαδοκία
- лат. Cappadocia
- італ. Ponto Polemoniaco
- тур. Kapadokya, Кападок'я
- вірм. Կապադովկիա, Кападовкія
- сир. ܩܦܘܕܩܝܐ, Кепудокія

## Ландшафт Каппадокії. Походження
Каппадокія — акумулятивно-денудаційна рівнина епігеосинклінальних поясів. Відома своїми долинами та скелями-перібаджалари.
Сучасний ландшафт Каппадокії почав формуватися в альпійську епоху горотворення. З'явилися Понтійські гори (північ Туреччини) та Тавр (південь Туреччини). Між названими гірськими системами шляхом трапового магматизму сформувалося Анатолійське плоскогір'я. Площинні виливи магми ще більше підійняли територію над рівнем моря, що надалі посилило екзогенні процеси. В площинному магматизмі все ж таки були сформовані осередки — стратовулкани Ерджіяс, Гасандаг, Меленіз. Результатом роботи всіх вулканів — стратовулканів та площинного магматизму — стала поява вулканічного туфу та осередків базальту.
З часом розпочалося руйнування продуктів вулканічних вивержень. Руйнування туфів продовжив діагенез. Новоутворені породи зазнали впливу фізичного, хімічного, біологічного вивітрювання, вітрової та водної ерозії. Так утворилася сучасна акумулятивно-денудаційна рівнина епігеосинклінальних поясів.
Скелі-перібаджалари Каппадокії стали продуктом вторинної денудації акумулятивно-денудаційної рівнини. Вони є залишками осередків більш твердої породи серед менш твердих. Скелі-останці мають вигляд «камінів фей», хаток, стовпів, колон, фалосів, конусів, готичних храмів та замків.
Особлива форма останців-перібаджалари — результат роботи вітрової ерозії у першу чергу. Вітер підіймає крупнодисперсний пил та ганяє його навколо скель. Маленькі піщинки стають жорстким абразивним матеріалом, який обточує скелі на кшталт токарного верстата.
Останці-стовпи, які прикриті пласкими «капелюшками», завдячують своїй колоноподібній формі та розмірам саме їм. Під лінзою з більш щільної породи, процес руйнування сповільнений. Бо там, де лінзи відсутні, утворилися скелі-останці у вигляді конусів.

## Історія
У VI ст. до н. е. Каппадокія належала Мідії, згодом — увійшла до складу Персії. Після розгрому Дарія III Александром Македонським місцевий сатрап Аріарат оголосив себе незалежним царем. Столицею держави стало місто Гізіура.
У 322 р. до н. е. каппадокійці зазнали поразки від війська діадоха Евмена. Аріарат I потрапив у полон і був страчений. Небіж загиблого втік до Вірменії. У 302 р. до н. е. він повернувся, завдав поразки македонцям на чолі з Амінтою і коронувався під іменем Аріарата II. Певний час каппадокійські володарі змушені були визнавати зверхність сусіднього Понтійського царства, але у 255 до н. е. стали цілком незалежними.
Після Мітридатових війн держава потрапила під контроль римлян, які поступово позбавили її атрибутів незалежності. У 17 р. царя Архелая викликали до Рима і вбили, після чого країна була перетворена на римську провінцію.
Каппадокія відома численними родовищами корисних копалин і сталими традиціями печерних поселень.

## Пам'ятки та туризм
Каппадокія є одним з туристичних центрів Туреччини. Це пов'язано з наявністю унікальних пам'яток, створених як силами природи, так і руками людини.
Основні групи пам'яток провінції:
- Вулканічні ландшафти — скелі та останці химерних обрисів, створені в процесі вивітрювання.
- Печерні та підземні міста — поселення, вирубані в м'яких породах скель або під землею.
- Каньйони — поєднують в собі специфічні фігури вивітрювання і, нерідко, печерні поселення.
- Велика частина пам'яток Каппадокії розташована в окрузі міста Ургюп. Тут знаходяться Гереме, Зельве, Чавушин, Учхісар та інші музеї просто неба.
- Мандрівників з різних країн, притягують польоти на повітряних кулях в Кападокії. Неабиякі природні умови та ландшафти відкриваються очам гостей безпосередньо в небі. Розвага не унікальна, але масштаби вражають — в повітря одночасно здіймаються сотні різнокольорових куль.
- У Каппадокії регулярно проводяться культурні та історичні заходи, включаючи фестивалі, виставки та концерти, де туристи можуть поринути у місцеву культуру та традиції.
- Регіон Каппадокії також відомий своїми виноробними традиціями. Туристи можуть відвідати виноробні, потрапити на дегустацію місцевих вин та дізнатися більше про процес виробництва вина у цьому регіоні.

Туристичний сервіс в Каппадокії налагоджений на рівні основних курортів Туреччини. Є готелі всіх видів, від будинків садибного типу до специфічних печерних готелів. Транспортне сполучення — автомобільне, на автобусах або маршрутках, дозволяє дістатися до основних визначних пам'яток. Туристичні офіси різних компаній розташовуються у всіх містах, надаючи послуги гідів і всілякі екскурсії по провінції.

## Царі Каппадокії

### Династія Аріаратідів
- Аріарат I — 331 — 322 до н. е.
- Аріарат II — 301 — 280 до н. е.
- Аріарамн (Аріамн II) — 280 — 250 до н. е.
- Аріарат III — 250 — 220 до н. е.
- Аріарат IV Евсеб — 220 — 163 до н. е.
- Аріарат V Філопатр — 163 — 130 до н. е.
- Ороферн Нікіфор — 160 −156 до н. е.
- Ніса — 130—129 до н. е. (вдова Аріарата V)
- Аріарат VI Епіфан Філопатр — 130 — 116 до н. е.
- Аріарат VII — 116 — 101 до н. е.
- Аріарат VIII, син Мітридата VI Понтійського, — 101 — 86 до н. е., з перервами
- Гордій — 101-96 г. до н. е. — регент

## Династія Мітрідатідів
- Аріарат IX — 96 — 95 до н. е.

### Династія Аріобарзанідів
- Аріобарзан I Філоромей — 95 — 62 до н. е.
- Аріобарзан II Філопатор — 62 — 52 до н. е.
- Аріобарзан III Евсеб — 52 — 42 до н. е.
- Аріарат X — 42 — 36 до н. е.

### Династія Архелаїв
- Архелай — 36 р. до н. е. — 17 р.

## Під захистом ЮНЕСКО
Зараз Каппадокією називають місцевість на території сучасної турецької провінції Невшехір із надзвичайно цікавим ландшафтом вулканічного походження, обширними печерними монастирями і підземними містами, що ведуть свою історію з часів ранніх християн. З 1985 року включена до списку Світової спадщини ЮНЕСКО.